# Saprosites sicardi
Saprosites sicardi är en skalbaggsart som beskrevs av Bordat 1990. Saprosites sicardi ingår i släktet Saprosites och familjen Aphodiidae. Inga underarter finns listade i Catalogue of Life.